# Dickey Simpkins
LuBara Dixon "Dickey" Simpkins, född 6 april 1972 i Washington, D.C., är en amerikansk före detta professionell basketspelare (PF) som tillbringade sju säsonger (1994–2000 och 2001–2002) i den nordamerikanska basketligan National Basketball Association (NBA), där han spelade för Chicago Bulls, Toronto Raptors, Golden State Warriors och Atlanta Hawks. Under sin karriär gjorde han 1 388 poäng (4,2 poäng per match); 305 assists samt 1 187 rebounds, räddningar från att bollen ska hamna i nätkorgen, på 327 grundspelsmatcher. Han spelade också som proffs i Filippinerna, Grekland, Libanon, Litauen, Puerto Rico, Ryssland, Spanien och Tyskland.
Simpkins draftades av Chicago Bulls i första rundan i 1994 års draft som 21:a spelare totalt.
Han vann Chicago Bulls fjärde, femte och sjätte NBA-mästerskap på 1990-talet.
Innan han blev proffs, studerade han vid Providence College och spelade basket för deras idrottsförening Providence Friars.
Efter spelarkarriären har Simpkins varit bland annat sportkommentator för collegebasket hos ESPN och talangscout för Charlotte Hornets och Washington Wizards.